# Zambon-Verlag
Der Zambon-Verlag ist ein deutscher Buchverlag mit internationalem Programm und Sitz in Frankfurt am Main. Das Unternehmen wurde 1973 von Giuseppe Zambon gegründet.

## Geschichte
Das Unternehmen entstand 1973 zunächst als Vertrieb italienischer und anderer fremdsprachiger Literatur und Plakate in Deutschland. Im Jahr 1990 zählten 2000 deutsche Buchhandlungen zu den Kunden. In den 1980er Jahren eröffnete Zambon zusätzlich ein Ladengeschäft in der Frankfurter Innenstadt. Das Verlegen eines eigenen Buchprogramms betreibt der promovierte Betriebswirt Zambon nach eigener Darstellung als „Hobby“, damit Bücher veröffentlicht würden, die ihm wichtig erscheinen. 1997 übernahm das Unternehmen auch den Vertrieb des Kult-Notizbuches Moleskine für Deutschland und Österreich.
Als im April 2011 der propalästinensische Aktivist und Zambon-Autor Vittorio Arrigoni im Gazastreifen entführt und ermordet wurde, verdächtigte Giuseppe Zambon in einer auf der Internetseite von Hartmut Barth-Engelbart veröffentlichten Presseerklärung Israel, hinter der Tat zu stehen, obwohl eine radikal-islamistische Gruppierung eine Videobotschaft geschickt hatte, mit der sie die Freilassung ihres inhaftierten Anführers forderte und Arrigonis Ermordung androhte. Mitglieder dieser Gruppe wurden später von der Hamas-Regierung des Gazastreifens schließlich als Täter ermittelt und gestellt: Zwei davon wurden bei der Festnahme getötet, zwei andere zu lebenslanger Haft verurteilt. Zwei Mittäter erhielten langjährige Haftstrafen.
Im Herbst 2013 war der Zambon-Verlag auf der Buchmesse von Guadalajara am vom Bundesministerium für Wirtschaft und Energie mitgetragenen Stand des Börsenvereins des deutschen Buchhandels beteiligt. Dabei bewarb er u. a. eine Publikation mit Handreichungen für die antiisraelische Boykott-Desinvestition-Sanktionen-Kampagne. Ministerium und Börsenverein beriefen sich darauf, dass sie keinen Einfluss auf die Buchauswahl der ausstellenden Verlage und auch nicht auf die Teilnahme der Verlage selbst hätten.

## Verlagsprogramm
Der Verlag hat neben seinem deutschsprachigen Programm auch ein umfangreiches Programm in spanischer, türkischer und insbesondere in italienischer Sprache. Er gilt als beliebter Publikationsort für antizionistische Literatur, überwiegend aus dem linken Spektrum. Zu seinen Autoren zählen:
- Vittorio Arrigoni
- Gilad Atzmon
- Hartmut Barth-Engelbart
- William Blum
- Şakir Bilgin
- Otelo Saraiva de Carvalho
- Selahattin Çelik
- Elias Davidsson
- Eva Golinger
- İbrahim Kaypakkaya
- Felicia Langer
- Ludo Martens
- Manuel Marulanda
- Slobodan Milošević
- Jan Myrdal
- James Petras
- Arundhati Roy
- Humberto Ortega Saavedra
- Luis Suárez Salazar
- Ruth Werner

Daneben hat Zambon auch die deutschsprachigen Rechte an einigen Büchern von Dario Fo und Mikis Theodorakis erworben.
Zum Verlagsprogramm zählt zum Beispiel das 2013 in deutscher Übersetzung veröffentlichte Werk Stalin anders betrachtet, in dem der belgische politische Autor Ludo Martens Josef Stalin als einen „rationalen und selbstkritischen“, „umsichtigen, klugen und vorausschauenden Staatsmann mit dem Blick auf die noch stattfindenden Klassenkämpfe in der damaligen UdSSR“ darstellt, „der die Errungenschaften der Oktoberrevolution verteidigt und aufrechterhält“ und von Trotzki zu Unrecht als Bürokrat gescholten worden sei.
Robin de Ruiter, Autor des antisemitischen verschwörungstheoretischen Buches Die 13 satanischen Blutlinien und ansonsten im ultrakatholischen Milieu beheimatet, veröffentlichte bei Zambon die deutsche Ausgabe von Der 11. September 2001 – Der Reichstag des George W. Bush, in dem Verschwörungstheorien zum 11. September 2001 verbreitet werden. Der Antisemitismus von de Ruiter ist aber weniger völkisch motiviert, der Rechtskatholik sieht das Judentum wie auch den deutschen Nationalsozialismus lediglich als Werkzeuge einer globalen Verschwörung von Illuminaten bzw. Antichristen. Trotzdem beruft sich de Ruiter gelegentlich auch auf die gleichen Quellen wie die Völkischen, indem er sich auf Behauptungen der als antisemitische Erfindung bekannten Protokolle der Weisen von Zion beruft.

## Rezeption
Der Verlag ist nach Einschätzung der Soziologin Ulrike Heß-Meining linksextrem und hatte mit Robin de Ruiter auch esoterische Verschwörungstheorien im Programm.
Armin Pfahl-Traughber, Referatsleiter beim Bundesamt für Verfassungsschutz, befand für den hpd das bei Zambon 2012 von Anton Stengl herausgegebene Buch Antideutsche! Entstehung und Niedergang einer politischen Richtung als „informativ und materialreich […] , […] doch weitgehend ohne Sorgfalt und Stringenz zusammengestoppelt“. Das Werk „enttäuscht […] über weite Strecken“, da „allzu sehr einzelne Daten und Zitate aneinander gereiht [werden,] ohne sorgfältig zu prüfen“. Traughber bemängelte z. B. unzutreffende Klassifizierung zitierter Quellen oder die pauschale Referenzierung einer Aussage durch „Quelle: wikipedia“.
Pfahl-Traughber warf 2011 in seiner Rezension zu James Petras’ Herr oder Knecht?, dessen deutsche Übersetzung 2010 bei Zambon erschien, die Frage auf, ob sich der Autor mit den Begriffen „zionistische[s] Netzwerk der Macht in den USA“ bzw. „zionistisches Machtgefüge“, die er so oft verwendet, dass er meist nur noch von „ZM“ spricht, nicht bewusst sei, dass neonazistische Judenhasser von der „zionistisch besetzten Regierung“ sprechen. Pfahl-Traughber fragt nach, ob „diese Gemeinsamkeit nicht viel von zumindest strukturellen Gemeinsamkeiten im Denken“ verrate. Petras steigere sich „in ein inhaltlich verzerrtes Bild von heimlicher Macht hinein, das kaum von antisemitischen Behauptungen unterscheidbar ist“, „mit nachvollziehbarer Kritik kaum noch etwas zu tun hat und stattdessen stereotype Auffassungen von verschwörerischem Agieren bedient“.
Peter Blastenbrei befand 2011 im Titel-Kulturmagazin den von Giuseppe Zambon selbst herausgegebenen und teilweise mitverfassten Band Palästina – Ethnische Säuberung und Widerstand „über weite Strecken konfus … und gespickt mit kleineren und größeren Sachfehlern“. Er bemängelte dabei Unbalanciertheit, weitgehenden Verzicht auf politische und wirtschaftliche Analyse sowie das weitgehende Fehlen überprüfbarer Quellenangaben selbst bei extrem brisanten Streitfragen, lobte aber die opulente Ausstattung des mit fast 300 Bildern und Karten ausgestatteten und 2,5 kg schweren „Wälzers“, der nur 35 Euro kostet.